# Groupe de reconnaissance de corps d'armée

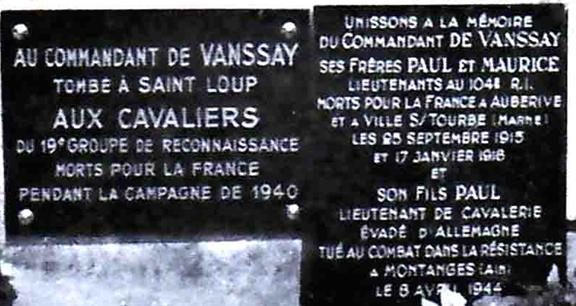
Plaques commémoratives de soldats du GRCA morts lors de la seconde guerre mondiale à gauche, et de la première guerre mondiale à droite

Un groupe de reconnaissance de corps d'armée ou GRCA, est un type d'unité de l'armée française, qui a existé au début de la Seconde Guerre mondiale.

## Formation
Les groupes de reconnaissance (GR) étaient formés par des escadrons issus des régiments de temps de paix, que la cavalerie détachait, au moment de mobilisation, auprès des divisions d'infanterie, pour assurer l'éclairage de celles-ci.

## Missions
Les missions des GRCA étaient :
- la recherche du renseignement ;
- la prise de contact avec l’ennemi ;
- la sûreté ;
- le renforcement.

## Composition

### Type motorisé sans automitrailleuses
3 GRCA :
- un état-major
  - un peloton de commandement
  - un escadron Hors-Rang
- un groupe d’escadrons de fusiliers motocyclistes composé de
  - un état-major de groupe
  - deux escadrons de fusiliers composés chacun de
    - quatre pelotons de 2 groupes de combat
    - un mortier de 60
- un groupe d’escadrons de fusiliers motocyclistes et de mitrailleuses et canons anti-chars composé de
  - un escadron de fusiliers composé de
    - quatre pelotons à 2 groupes de combat
    - un mortier de 60

  - un escadron composé de
    - deux pelotons de mitrailleuses moto
    - deux groupes de canons de 25

L'effectif était de 33 officiers, 95 sous-officiers et 689 hommes de troupe.
L'armement était composé de 32 fusils-mitrailleurs, huit mitrailleuses, quatre canons de 25 et deux mortiers de 60. Les moyens de transport se composaient de 29 véhicules de liaison, 67 camions ou camionnettes et de 274 motos.

### Type normal
20 GRCA :
- un état-major
  - un peloton de commandement
  - un escadron hors-rang
- un groupe d’escadron à cheval composé de
  - un état-major de groupe
  - deux escadrons à cheval composés de
    - quatre pelotons de fusiliers à 2 groupes de combat
    - une escouade d’éclaireurs
    - un groupe de mitrailleuses, hippomobile
    - un mortier de 60

  - un groupe de 2 canons de 25, hippomobile
- un groupe d’escadron motorisé composé de
  - un état-major de groupe
  - un groupe de mitrailleuses, hippomobile
  - un groupe de 2 canons de 25, hippomobile
- un escadron de fusiliers motocyclistes composé de
  - quatre pelotons de 2 groupes de combat
  - un mortier de 60
- un escadron motorisé de mitrailleuses et de canons anti-chars composé de
  - deux pelotons de mitrailleuses
  - un groupe de 2 canons de 25

L'effectif était de 36 officiers, 80 sous-officiers et 800 hommes de troupe.
L'armement était composé de 32 fusils-mitrailleurs, douze mitrailleuses, quatre mitrailleuses antiaériennes, quatre canons de 25 et trois mortiers de 60. Les moyens de transport se composaient de 497 chevaux, 78 camions, camionnettes ou véhicules de liaison et de 107 motos.